# مد دیجیتال

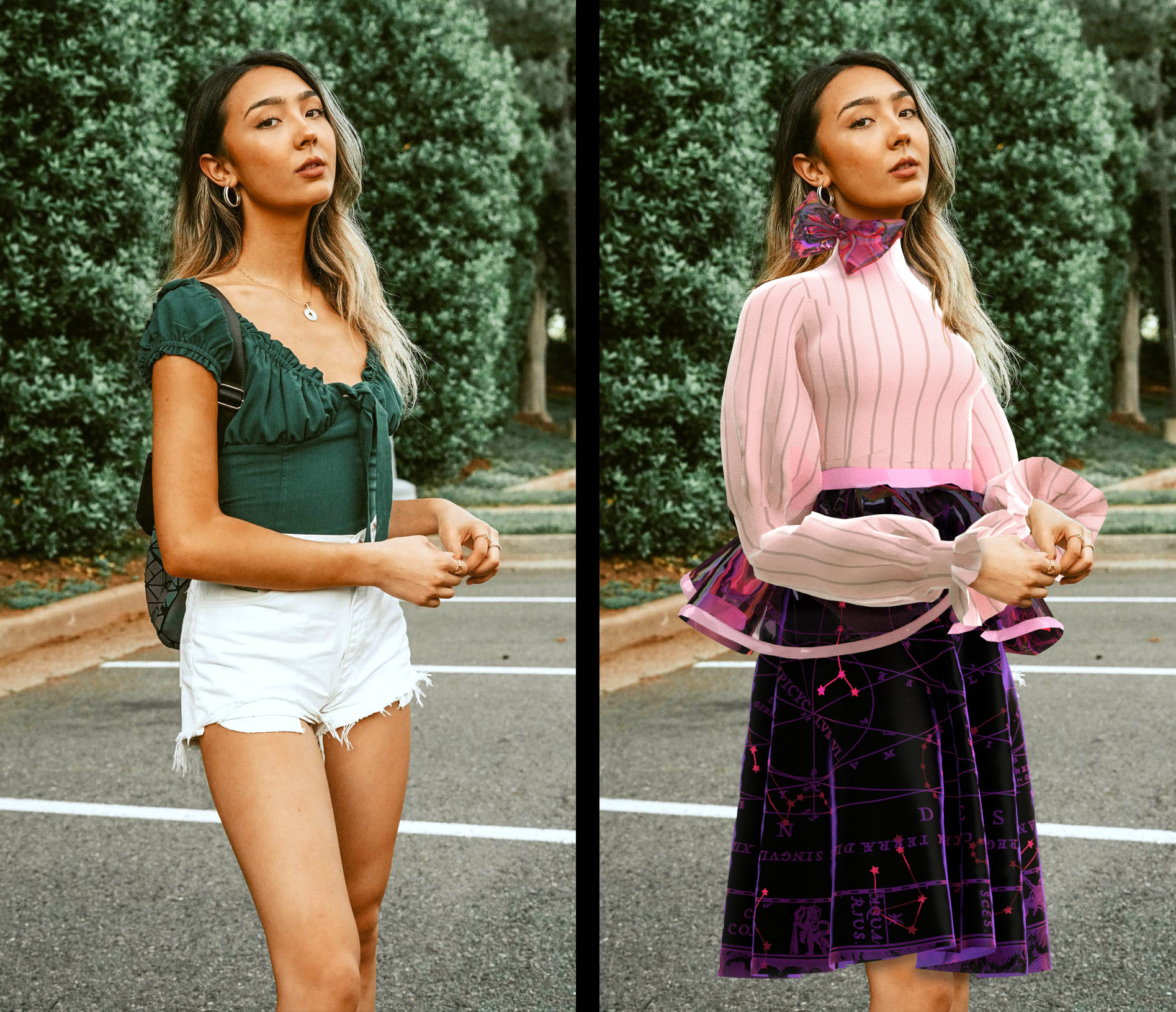
مدل دیجیتال

مد دیجیتال (انگلیسی: Digital fashion) نمایش پوشاک به صورت مجازی روی دستگاه‌های دیجیتال است که با استفاده از برنامه‌نویسی و نرم‌افزارهای سه بعدی ساخته شده‌اند. این پوشاک در متاورس و دنیای مجازی قابل پوشیدن هستند.